# Gilly
Gilly é uma comuna da Suíça, situada no distrito de Nyon, no cantão de Vaud. Tem 7,78 km² de área e sua população em 2018 foi estimada em 1.322 habitantes.